# Othrys
Othrys (řecky Όθρυς) je pohoří v Řecku, tvořící hranici mezi Fthiótidou a Thesálií a táhnoucí se k pobřeží Egejského moře. Měří 35 km ze západu na východ a 25 km z jihu na sever, nejvyšším vrcholem je Gerakovouni (1726 m n. m.). Pohoří je porostlé dubovými a jedlovými lesy a řídce osídlené, nejvýznamnějším sídlem je Anavra. V nadmořské výšce přes tisíc metrů dominují holé skály, hlavní rostlinou je hojník, z něhož se připravuje léčivý čaj.
Pohoří je vulkanického původu a tvořené převážně ofiolitovým komplexem, ve starověku se zde těžila měď. Významnou roli hrálo v řecké mytologii: bylo domovem Titánů, kteří byli ve válce zvané Titanomachie poraženi novou generací olympských bohů, která sídlila v severnějším pohoří Olymp.